# جوزيف هيليز ميلر
جوزيف هيليز ميلر (بالإنجليزية: J. Hillis Miller)‏ هو صحفي وأستاذ جامعي وكاتب أمريكي، ولد في 5 مارس 1928 في نيوبورت نيوز في الولايات المتحدة.

## وصلات خارجية
- جوزيف هيليز ميلر على موقع الموسوعة البريطانية (الإنجليزية)
- جوزيف هيليز ميلر على موقع إن إن دي بي (الإنجليزية)